# Walzer op. 70

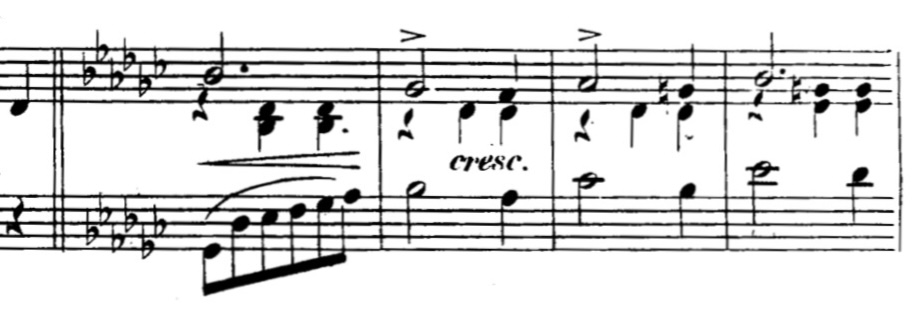
Walzer op. 70,3: Beginn des Trioteils mit der von Chopin erwähnten Bassmelodie. (Deutsche Erstausgabe von Julian Fontana, Berlin 1855)

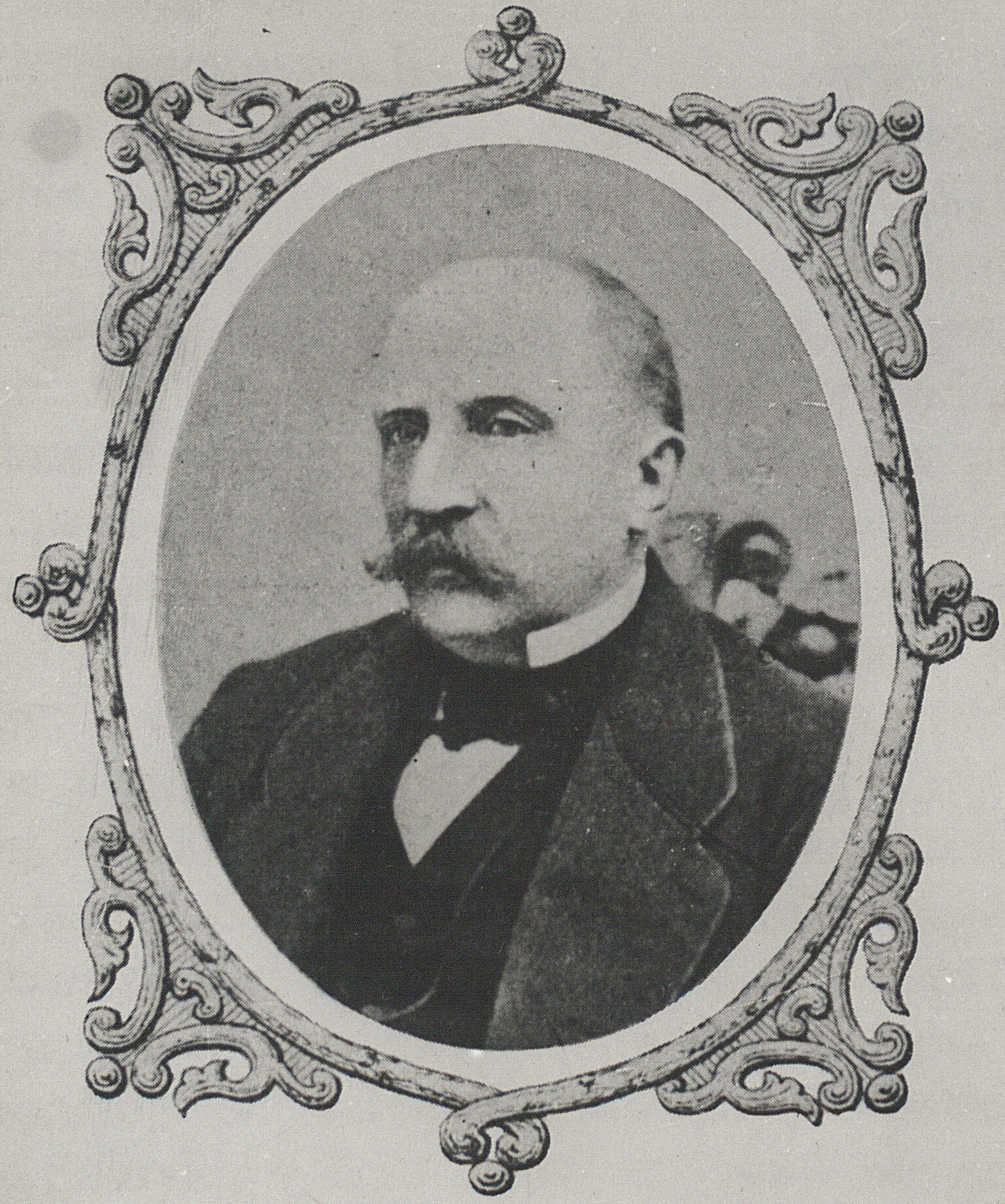
Tytus Woyciechowski, Geliebter von Frédéric Chopin und Adressat des Walzers op. 70,3.

Die drei Walzer op. 70 komponierte Frédéric Chopin im Zeitraum von 1829 bis 1842. Chopins enger Freund Julian Fontana veröffentlichte die bis heute beliebte Werkgruppe im Jahr 1855 posthum. Alle drei Walzer haben eine ungefähre Spieldauer von knapp drei Minuten. Sie stehen in den Tonarten Ges-Dur, f-Moll und Des-Dur.
Den zweiten Walzer widmete Chopin 1842 unter anderem der Pianistin Anna Caroline de Belleville, die er 1830 bei einem Konzert in Warschau gehört hatte. Die insgesamt fünf verschiedenen überlieferten Autographe dieses Walzers sind vier verschiedenen Frauen gewidmet, so auch Marie de Krudner, Elise Gavard und  Johanna von Esterházy.

„Was die kleine Valse angeht, die für Sie zu schreiben ich das Vergnügen hatte, behalten Sie sie, ich flehe Sie an, für sich. Ich möchte nicht, dass sie an die Öffentlichkeit gelangt. Aber was ich gerne wollte, das ist zuzuhören, wenn Sie sie spielen, Madame […]“

Den dritten Walzer dieser Gruppe, denjenigen in Des-Dur, legte Chopin einem Brief an seinen Geliebten Tytus Woyciechowski bei. An einer Stelle dieses Briefes gibt Chopin außerdem Hinweise zur Interpretation:

„Denn ich habe schon […] mein Ideal, dem ich treu diene, obwohl ich schon seit einem halben Jahr nicht mit ihm gesprochen habe, von dem ich träume, […] das mir diesen Walzer heute früh inspiriert hat, den ich Dir schicke. Achte auf die mit einem + bezeichnete Stelle. Davon weiss niemand ausser Dir. Wie süss wäre es für mich, ihn Dir vorzuspielen, teuerster Tytus. Im Trio soll die Bassmelodie bis zum oberen Es […] im fünften Takt dominieren, was ich Dir nicht zu schreiben brauchte, weil Du das fühlst. […] Verzeih, dass ich Dir den Walzer geschickt habe, […] aber bei Gott, ich wollte Dir damit eine Freude machen, denn ich liebe Dich wahnsinnig.“